# Близневский, Александр Юрьевич
Александр Юрьевич Близневский (род. 23 мая 1958 года, пос. Емельяново, Красноярский край) — советский и российский спортсмен и педагог. Заслуженный тренер России (спортивное ориентирование на лыжах). Старший тренер сборной команды России по лыжному ориентированию. Доктор педагогических наук, профессор.

## Биография
Родился в рабочей семье: отец — тракторист, мать — бухгалтер. Спортивным ориентированием занимается с 1970 года. В 1978 году выполнил норматив мастера спорта.
Имеет два высших образования:
- инженер-промтеплоэнергетик (Красноярский политехнический институт; 1980)
- тренер (Омский государственный институт физической культуры; 1990)

С 1981 года работает в КГТУ на кафедре физической культуры. В 1998 году защитил диссертацию на соискание учёной степени кандидата педагогических наук по теме «Соревновательная деятельность и предсоревновательная подготовка лыжников ориентировщиков». С 2001 года — профессор кафедры.
Председатель Красноярской региональной краевой федерации спортивного ориентирования. В разные годы работал старшим тренером сборной России по лыжному ориентированию и заместителем министра спорта, туризма и молодёжной политики Красноярского края. С июня 2021 года работает директором Института физической культуры, спорта и туризма Сибирского федерального университета.

## Личная жизнь
Женат. Супруга Валентина Близневская (род. 1958) — доктор педагогических наук, профессор, заслуженный тренер России.
Называет себя жаворонком. Увлекается футболом, волейболом и автомобильным ориентированием.

## Воспитанники
Подготовил семерых заслуженных мастеров спорта России, 11 мастеров спорта международного класса России и более 50 мастеров спорта России.
Наиболее известные воспитанники:
- мсмк Валентина Близневская
- мсмк Светлана Хаустова
- мсмк Тарасенко Юлия
- змс Андрей Григорьев
- змс Владимир Барчуков
- змс Кирилл Веселов
- змс Владислав Кормщиков
- змс Полина Фролова

## Награды
- Заслуженный тренер РСФСР (1991)
- Отличник физической культуры и спорта (2001)
- Медаль ордена «За заслуги перед Отечеством» II степени за заслуги перед государством и многолетний добросовестный труд (2002)
- Юбилейная медаль «80 лет Госкомспорту России» за вклад в развитие физической культуры и спорта и высокие спортивные достижения (2003)
- Почетный работник высшего профессионального образования Российской Федерации (2006)